# Гакел (Північна Дакота)
Гакел (англ. Gackle) — місто (англ. city) в США, в окрузі Логан штату Північна Дакота. Населення — 281 особа (2020).

## Географія
Гакел розташований за координатами 46°37′35″ пн. ш. 99°8′29″ зх. д. / 46.62639° пн. ш. 99.14139° зх. д. (46.626404, -99.141408).  За даними Бюро перепису населення США в 2010 році місто мало площу 1,44 км², з яких 1,41 км² — суходіл та 0,03 км² — водойми.

## Демографія
Згідно з переписом 2010 року, у місті мешкало 310 осіб у 138 домогосподарствах у складі 81 родини. Густота населення становила 215 осіб/км².  Було 211 помешкання (147/км²).
Расовий склад населення:
| - 97,1 % — білих - 1,0 % — корінних американців - 1,0 % — азіатів - 0,3 % — чорних або афроамериканців |

До двох чи більше рас належало 0,6 %. Частка іспаномовних становила 0,6 % від усіх жителів.
За віковим діапазоном населення розподілялося таким чином: 13,2 % — особи молодші 18 років, 52,0 % — особи у віці 18—64 років, 34,8 % — особи у віці 65 років та старші. Медіана віку мешканця становила 56,9 року. На 100 осіб жіночої статі у місті припадало 91,4 чоловіків;  на 100 жінок у віці від 18 років та старших — 90,8 чоловіків також старших 18 років.
Середній дохід на одне домашнє господарство  становив 49 351 долар США (медіана — 41 563), а середній дохід на одну сім'ю — 62 900 доларів (медіана — 51 250). За межею бідності перебувало 12,3 % осіб, у тому числі 9,7 % дітей у віці до 18 років та 16,5 % осіб у віці 65 років та старших.
Цивільне працевлаштоване населення становило 157 осіб. Основні галузі зайнятості: освіта, охорона здоров'я та соціальна допомога — 24,8 %, сільське господарство, лісництво, риболовля — 15,9 %, будівництво — 10,8 %, науковці, спеціалісти, менеджери — 10,2 %.